# آن ستين إنغستاد
كانت آن ستين إنغستاد (بالنرويجية: Anne Stine Ingstad) (وُلدت في يوم 11 فبراير من عام 1918 – توفيت في يوم 6 نوفمبر من عام 1997) عالمة آثار نرويجية، اكتشفت إلى جانب زوجها المستكشف هيلج إنغستاد، بقايا مستوطنة للفايكنج (الشماليين) في لانس أو ميدوز في مقاطعة نيوفندلاند ولابرادور الكندية في عام 1960.

## سيرتها
وُلدت آن ستين مو في ليلهامر في الواقعة في مقاطعة أوبلاند في النرويج ونشأت فيها. كان والداها المحامي إيليف مو (1889 – 1954) ولويز أوغستا بوك ليندمان (1886 – 1966). كانت إنغستاد أخت المؤرخ الفني وعازف البيانو أول هينريك مو وعمة ابنه الملحن أول-هينريك مو. تزوجت بهيلج إنغستاد في عام 1941، وأصبحت بعدها معاونته في العلم.
درست علم الآثار في جامعة أوسلو في الخمسينيات. في عام 1960، اكتشف زوجها آثار مستوطنة في لانس أو ميدوز على جزيرة نيوفندلاند. بين عامي 1961 و1968، قادت آن ستين إنغستاد بعثة استكشافية إلى المستوطنة مع فريق عالمي يضم علماء آثار من السويد، وآيسلندا، وكندا، والولايات المتحدة والنرويج. كشفت البعثة النقاب عن بقايا مستوطنة للشماليين من أوائل القرن الحادي عشر. كان من هذه البقايا منازل مروج عشبية، وكور حدادة، وأفرانًا أرضية، ومنازل قاربيّة. المستوطنة مُدرجة الآن ضمن قائمة يونيسكو لمواقع التراث العالمي وتُعتبر موقعًا تاريخيًا وطنيًا في كندا.

## سنواتها اللاحقة
في السبعينيات، عملت آن ستين إنغستاد على المنسوجات المُكتشفة في مواقع تنقيب الكوابانغ والأوسبيرغ. توفيت آن ستين إنغستاد في عام 1997 عن 79 عامًا، مُخلفة وراءها زوجها هيلج ذو الـ98 عام وابنتهما بندكت إنغستاد، أستاذة جامعية للأنثروبولوجيا الطبية في جامعة أوسلو.

## تكريماتها
في عام 1969، منحت جامعة ميموريال في نيوفندلاند درجة دكتوره فخرية لآن ستين إنغستاد. في عام 1992، مُنحت أيضًا دكتوراه فخرية من قبل جامعة برغن. كانت رئيسة أخوية القديس أولاف وعضوًا في الأكاديمية النرويجية للعلوم. ظهرت مع زوجها في الفيلم الوثائقي الذي أنتجه المجلس الوطني للأفلام في كندا عام 1984 بعنوان ذا فينلاند ميستري (لغز فينلاند).

## مؤلفاتها
- كتاب اكتشاف الفايكينغ لأميركا: بعثة تنقيبية إلى مستوطنة شماليين في لانس أو ميدوز، نيو فاوندلاند. كتابة: هيلج وآن ستين إنغستاد (2001).

## وصلات خارجية
- موقع لانس أو ميدوز التاريخي في كندا